# Alemania en los Juegos Paralímpicos de Albertville 1992
Alemania estuvo representada en los Juegos Paralímpicos de Albertville 1992 por un total de 36 deportistas, 30 hombres y seis mujeres.

## Medallistas
El equipo paralímpico alemán obtuvo las siguientes medallas:
| Nombre                                                  | Deporte        | Evento                                    |
| ------------------------------------------------------- | -------------- | ----------------------------------------- |
| Oro                                                     |                |                                           |
| Frank Höfle                                             | Biatlón        | 7,5 km B2-3 masculino                     |
| Reinhild Möller                                         | Esquí alpino   | Descenso LW3,4,9 femenino                 |
| Reinhild Möller                                         | Esquí alpino   | Eslalon LW3,4,9 femenino                  |
| Reinhild Möller                                         | Esquí alpino   | Eslalon gigante LW3,4,9 femenino          |
| Reinhild Möller                                         | Esquí alpino   | Supergigante LW3,4,9 femenino             |
| Gerda Pamler                                            | Esquí alpino   | Eslalon LW10-11 femenino                  |
| Gerd Schönfelder                                        | Esquí alpino   | Descenso LW1,3,5/7,9 masculino            |
| Gerd Schönfelder                                        | Esquí alpino   | Eslalon gigante LW1,3,5/7,9 masculino     |
| Gerd Schönfelder                                        | Esquí alpino   | Supergigante LW1,3,5/7,9 masculino        |
| Alexander Spitz                                         | Esquí alpino   | Eslalon gigante LW2 masculino             |
| Frank Höfle                                             | Esquí de fondo | 10 km distancia corta B2 masculino        |
| Frank Höfle                                             | Esquí de fondo | 30 km distancia larga B2 masculino        |
| Plata                                                   |                |                                           |
| Udo Hirsch                                              | Biatlón        | 7,5 km B1 masculino                       |
| Alexander Schwarz                                       | Biatlón        | 7,5 km B2-3 masculino                     |
| Wolfgang Mahler                                         | Biatlón        | 7,5 km LW2,4 masculino                    |
| Gerda Pamler                                            | Esquí alpino   | Descenso LW10-11 femenino                 |
| Gerda Pamler                                            | Esquí alpino   | Supergigante LW10-11 femenino             |
| Markus Pfefferle                                        | Esquí alpino   | Descenso LW6/8 masculino                  |
| Markus Pfefferle                                        | Esquí alpino   | Eslalon LW6/8 masculino                   |
| Markus Pfefferle                                        | Esquí alpino   | Eslalon gigante LW6/8 masculino           |
| Eberhard Seischab                                       | Esquí alpino   | Eslalon gigante LW1,3,5/7,9 masculino     |
| Frank Pfortmüller                                       | Esquí alpino   | Supergigante LW6/8 masculino              |
| Barbara Maier                                           | Esquí de fondo | 2,5 km distancia corta LW10-11 femenino   |
| Barbara Maier                                           | Esquí de fondo | 5 km distancia larga LW10-11 femenino     |
| Klaus Kleiser                                           | Esquí de fondo | 5 km distancia corta LW10 masculino       |
| Alexander Schwarz                                       | Esquí de fondo | 10 km distancia corta B3 masculino        |
| Axel Hecker                                             | Esquí de fondo | 20 km distancia larga LW3,5/7,9 masculino |
| Frank Höfle Udo Hirsch Alexander Schwarz                | Esquí de fondo | 3 × 5 km B1-3 masculino                   |
| Theo Feger Roland Gaess Wolfgang Mahler Reinhold Schwer | Esquí de fondo | 4 × 5 km LW2-9 masculino                  |
| Bronce                                                  |                |                                           |
| Roland Gaess                                            | Biatlón        | 7,5 km LW2,4 masculino                    |
| Josef Gattinger                                         | Biatlón        | 7,5 km LW6/8 masculino                    |
| Dagmar Vollmer                                          | Esquí alpino   | Supergigante LW5/7,6/8 femenino           |
| Alexander Spitz                                         | Esquí alpino   | Descenso LW2 masculino                    |
| Alexander Spitz                                         | Esquí alpino   | Supergigante LW2 masculino                |
| Ewald Vogl                                              | Esquí alpino   | Eslalon LW4 masculino                     |
| Karl Lotz                                               | Esquí alpino   | Eslalon gigante LW11 masculino            |
| Markus Pfefferle                                        | Esquí alpino   | Supergigante LW6/8 masculino              |
| Klaus Kleiser                                           | Esquí de fondo | 10 km distancia larga LW10 masculino      |